# شرطي (فلم)
شرطي (بالفرنسية: Un flic) فيلم الجريمة الفرنسي عام 1972، وكان آخر من إخراج جان بيير ملفيل. ومن النجوم آلان ديلون وكاثرين دينوف وريتشارد كرينا. عمل ديلون سابقًا مع ميلفيل في فيلم «الساموراي Le Samouraï» عام 1967، وفيلم «الدائرة الحمراء Le Cercle Rouge» عام 1970، حيث لعب دور المجرم، لكن يحدث العكس في فيلم «شرطي» حيث بقوم ديلون بدور الشرطي، إدوارد كولمان، في مطاردة سيمون، اللص الباريسي سيئ السمعة الذي يصعب تحديده.

## طاقم التمثيل
- آلان ديلون: في دور العميد إدوارد كولمان
- ريتشارد كرينا: في دور سيمون
- كاثرين دونوف: في دور كاثي
- ريكاردو كوتشيولا: في دور بول ويبر
- مايكل كونراد: في دور لويس كوستا
- بول كروشيت: في دور موراند
- سيمون فاليير: في دور زوجة بول
- أندريه بوس: في دور مارك البويس
- جان ديسايي: في دور رجل نبيل سُرق منه تمثالًا
- فاليري ويلسون: في دور جابي
- هنري مارتو: في دور مدرب شرطي للرماية[4]

## أحداث الفيلم
يهاجم أربعة من رجال العصابات الباريسية بنك في بلدة ساحلية، ويسارعون بالفرار بجزء فقط من المسروقات، بعد أن يطلق أمين الصندوق الإنذار ويجرح أحد الرجال، مارك ألبوا، على يد أمين الصندوق، الذي يطلق عليه النار. يرقد مارك في عيادة خاصة ويتفرق اللصوص. يمتلك سيمون زعيم اللصوص، ملهى ليلي يزوره المحقق كولمان بانتظام لمراقبة سيمون وجمع المعلومات. يأمل كولمان أيضًا في رؤية كاثي الجميلة، عشيقة سيمون لكنها تقضي فترات بعد الظهر بين الحين والآخر مع كولمان في غرفة فندق. يخشى سيمون من أن تعثر الشرطة على مارك وتستجوبه، ويرسل كاثي إلى العيادة وهي ترتدي زي ممرضة، وتجد عضو العصابة قد مات. كان مشروع سيمون التالي هو سرقة كمية كبيرة من الهيروين يتم نقلها من فرنسا على يد عصابة منافسة في قطار الليل السريع من باريس إلى لشبونة. يهاجم سيمون القطار من طائرة هليكوبتر، حيث يتم إنزاله في القطار السريع في الريف الفارغ جنوب بوردو، ويستولي بنجاح على المخدرات. يكتشف كولمان أن مارك القتيل كان صديقًا للويس كوستا، ويعتقله ويحمله على الاعتراف بأسماء شركائه.
يذهب كولمان إلى النادي ويسأل سايمون، الذي ينفي معرفته بمارك أو لويس. يتصل سايمون على الفور بالعضو الرابع في العصابة، بول، وهو مدير بنك سابق، لتحذيره، لكن الشرطة تصل قبل أن يتمكن من الفرار ويطلق بول النار على نفسه.
يختبئ سايمون في فندق ويطلب من كاثي اصطحابه، ومع ذلك، تقوم الشرطة بالتنصت على هاتف كاثي، وبينما يخرج سايمون من الفندق حاملاً حقيبة مليئة بالهيروين، يقوم كولمان بإطلاق النار عليه وقتله بينما كانت كاثي تراقب بلا حول ولا قوة من سيارتها. ومع ذلك، عندما يقوم كولمان بتفتيش جثة سيمون، يكتشف أنه ليس لديه سلاح، مما يدفعه إلى الاعتقاد بأنه نفذ فيه حكم إعدام. يستدعى كولمان لحالة أخرى، تاركًا كاثي المتأثرة وحدها. ينتهي الفيلم بلقطة مطولة على وجه كولمان وهو يبتعد.

## استقبال الفيلم
كتب تيم كوجشل على موقع «آلت فيلم جايد Alt Film Guide»: «نعم.. باستخدام معايير وقتنا الحالي، فإن فيلم» شرطي«هو فيلم ضعيف في البناء، وأدائه التأملي مهذب، وقد تثير نزعته الرجولية الشوفينية السهلة الجماهير النسوية المعاصرة.. وقد يثيرك الأشياء التاريخية، والمعاطف الطويلة وقبعات الفيدورا».
كتب موقع «وهكذا تبدأ And So It Begins»: «فيل شرطي تتحرك فيه الأحداث بشكل أسرع من أفلام الجريمة الأخرى لملفيل، والتي، مرة أخرى، لا تجعلها أفضل أو أسوأ، من الجيد أن ترى ميلفيل يتحرك بسرعة خارقة. كان هذا آخر فيلم لملفيل، حيث أصيب بنوبة قلبية قاتلة في صيف عام 1973.  يبدو الفيلم وكأنه فيلم ممتع لملفيل. أنا أستمتع بهذا الفيلم، من فضلك لا تخطئ، لكن من الواضح أن ملفيل كان لديه الكثير ليقوله»، ومنح الموقع درجة (A) للفيلم.
منح موقع الطماطم الفاسدة تقييم مقداره 81% للفيلم، بناء على آراء 21 ناقد سينمائي.

## وصلات خارجية
- شرطي  في قاعدة بيانات الأفلام على الإنترنت (بالإنجليزية)
- شرطي (فلم) في روتن توميتوز.
- A Cop على موقع أول موفي.